# Avfolkning
Befolkningsminskning, även känd som avfolkning, är en minskning av en mänsklig befolkningsstorlek. Genom historien har jordens totala mänskliga befolkning fortsatt att växa, men prognoser tyder på att denna långsiktiga trend kan vara på väg att ta slut.
Från antiken till början av den industriella revolutionen växte den globala befolkningen mycket långsamt, med cirka 0,04 % per år. Efter omkring 1800 accelererade tillväxttakten till en topp på 2,1 % årligen under perioden 1962–1968, men sedan dess, på grund av den globala kollapsen av den totala fertilitetsgraden, har den saktat ner till 0,9 % från och med 2023. Den globala tillväxttakten i absoluta tal accelererade till en topp på 92,8 miljoner år 1990, men har sedan dess avtagit till 70,4 miljoner år 2023.
Långsiktiga prognoser indikerar att tillväxttakten för planetens mänskliga befolkning kommer att fortsätta att avta och att den kommer att nå noll före slutet av 2000-talet. Exempel på denna framväxande trend är Japan, vars befolkning för närvarande (2023) minskar med 0,5 % per år, och Kina, vars befolkning har nått sin topp och för närvarande (2023) minskar med cirka 0,2 % per år. Europas befolkning förväntas minska med 0,3 % per år år 2050.
Befolkningstillväxten har minskat främst på grund av den plötsliga nedgången i den globala totala fertilitetsgraden, från 5,3 år 1963 till 2,2 år 2023. Fertiliteten, alltså antalet barn per kvinna, har minskat i alla delar av världen. Detta beror på något som kallas demografisk transition – en förändringsprocess i befolkningens tillväxt. För att ett land ska kunna behålla sin befolkning utan att behöva invandring, behöver varje kvinna i genomsnitt föda ungefär 2,2 barn (siffran är något högre än två eftersom inte alla barn lever till vuxen ålder). De flesta samhällen upplever dock en minskning av fertiliteten till långt under två i takt med att de blir rikare.
Kvinnor i rikare länder får ofta färre barn av flera anledningar. En orsak är att färre barn dör i spädbarnsåldern, vilket minskar behovet av många barn. Dessutom behövs inte barn lika mycket för att hjälpa till hemma eller som trygghet inför pensionen, vilket minskar motivationen att få många barn. En annan viktig orsak är att unga kvinnor har bättre tillgång till utbildning, vilket ger dem fler jobbmöjligheter.
De långsiktiga effekterna av en nationell befolkningsminskning kan vara antingen netto negativa eller positiva. Om ett land förmår att öka arbetskraftens produktivitet i högre takt än befolkningen minskar, kan utfallet i termer av ekonomi, livskvalitet och miljö bli nettopositivt. Om detta inte uppnås, det vill säga om produktivitetstillväxten inte överstiger befolkningsminskningens takt, riskerar resultaten att bli negativa.
Nationella insatser för att hantera en minskande befolkning har hittills huvudsakligen inriktats på de potentiella negativa ekonomiska följderna, med fokus på att öka arbetskraftens omfattning och produktivitet.

## Orsaker
En befolkningsminskning i en region över tid kan bero på akuta ogynnsamma händelser som utbrott av infektionssjukdomar, svält eller krig, men också på långvariga trender såsom fertilitet under reproduktionsnivån, ihållande låga födelsetal, hög dödlighet eller fortsatt emigration.

### Kortsiktiga befolkningschocker

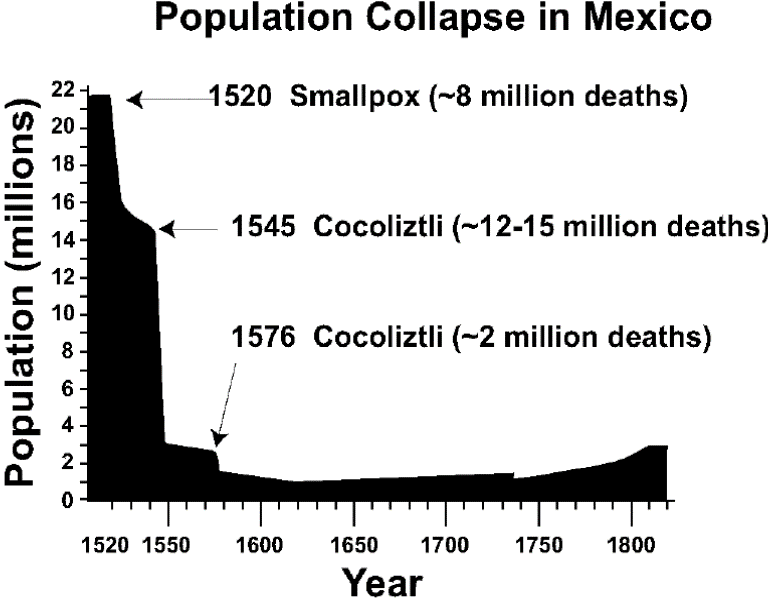
Befolkningskollaps i Mexiko under 1500-talet, tillskrivet upprepade epidemier av smittkoppor och cocoliztli.

Historiskt har kortsiktiga befolkningsminskningar varit vanliga och orsakats av olika faktorer.
Hög dödlighet orsakad av:
- Sjukdomar, till exempel digerdöden som ödelade Europa under 1300- och 1600-talen, ankomsten av sjukdomar från den gamla världen till Amerika under den europeiska koloniseringen och spanska sjukan- pandemin efter första världskriget,
- Svält, till exempel den stora irländska svälten på 1800-talet, och den stora kinesiska svälten orsakad av det stora språnget framåt som orsakade tiotals miljoner dödsfall,
- Krig, till exempel den mongoliska invasionen av Europa på 1200-talet, som kan ha minskat Ungerns befolkning med 20–40 %,
- Civila oroligheter, till exempel den tvångsmigrationen av Syriens befolkning på grund av det syriska inbördeskriget.
- En kombination av dessa. Den första hälften av 1900-talet i det kejserliga Ryssland och Sovjetunionen präglades av en rad stora krig, hungersnöd och andra katastrofer som orsakade storskaliga befolkningsförluster (ungefär 60 miljoner extra dödsfall).[8][9]

Kortsiktiga befolkningsminskningar orsakas mer sällan av folkmord eller massavrättningar. Det har till exempel uppskattats att det armeniska folkmordet ledde till 1,5 miljoner dödsfall, den judiska Förintelsen cirka 6 miljoner dödsfall, och under perioden 1975 till 1979 minskade Kambodjas befolkning med 26 procent till följd av omfattande avrättningar utförda av Khmer Rouge.
I modern tid har AIDS- pandemin och COVID-19-pandemin orsakat kortsiktiga minskningar av fertiliteten och betydande överdödlighet i ett antal länder.
Viss befolkningsminskning beror på obestämda orsaker, såsom bronsålderskollapsen, vilken har beskrivits som den allvarligaste katastrofen i antikens historia.

### Långsiktiga historiska trender i världens befolkningstillväxt
Trots kortvariga befolkningschocker har den globala befolkningen fortsatt att öka. Mellan cirka 10 000 f.Kr. och början av den tidigmoderna perioden (vanligen daterad till 1500–1800) skedde befolkningstillväxten mycket långsamt, med en genomsnittlig ökning på omkring 0,04 procent per år. Under denna tidsperiod påverkades tillväxten främst av faktorer som i efterhand har benämnts som den malthusianska fällan.
Efter 1700, driven av ökad mänsklig produktivitet på grund av den industriella revolutionen, särskilt ökningen av jordbruksproduktiviteten, accelererade befolkningstillväxten till cirka 0,6 % per år, en takt som var över tio gånger snabbare än befolkningstillväxten under de föregående 12 000 åren. Denna snabba ökning av den globala befolkningen fick Malthus och andra att ta upp de första farhågorna om överbefolkning.
Efter första världskriget sjönk födelsetalen i USA och många europeiska länder under ersättningsnivån. Detta väckte oro över befolkningsminskning. Återhämtningen av födelsetalen i de flesta västländer runt 1940, vilket ledde till "babyboomen", med årliga tillväxttakter i intervallet 1,0–1,5 % och som nådde sin topp under perioden 1962–1968 på 2,1 % per år, skingrade tillfälligt tidigare oro för befolkningsminskning, och världen var återigen rädd för överbefolkning.

Karta över länder efter fertilitetsgrad (2023), enligt Population Reference Bureau.

Men efter 1968 började den globala befolkningstillväxten minska länge, och FN:s befolkningsavdelning (FN) har rapporterat att den år 2023 hade sjunkit till cirka 0,9 %, mindre än hälften av sin toppnivå under perioden 1962–1968. Även om den fortfarande växer förutspår FN att den globala befolkningen kommer att plana ut omkring 2084, och vissa källor förutspår början på en nedgång innan dess.
Den huvudsakliga orsaken till detta fenomen är den snabba minskningen av den globala totala fertilitetsgraden, från 5,3 år 1963 till 2,2 år 2023, samtidigt som världen fortsätter att genomgå stadierna i den demografiska övergången. Minskningen av den totala fertilitetsgraden har skett i alla regioner i världen och har väckt förnyad oro hos vissa för befolkningsminskningen.
Den period av snabb global befolkningsökning, och därmed relaterad oro för en befolkningsexplosion, har varit kort i förhållande till mänsklighetens totala historia. Den inleddes cirka i början av den industriella revolutionen och synes nu närma sig sitt slut.

## Möjliga konsekvenser
Prognoser om de ekonomiska och andra nettoeffekterna av en långsam och ihållande befolkningsminskning, exempelvis till följd av låg fertilitet, baseras främst på teoretiska modeller eftersom detta är ett relativt nytt och historiskt unikt fenomen. Flera studier indikerar att sambandet mellan befolkningstillväxt och ekonomisk tillväxt generellt är svagt och kan vara positivt, negativt eller obefintligt. En nyligen genomförd metastudie fann inget tydligt samband mellan befolkningstillväxt och ekonomisk tillväxt.

### Möjliga positiva effekter
Effekterna av en minskande befolkning kan vara positiva. Det enskilt bästa måttet på ekonomisk framgång är tillväxten av BNP per person, inte den totala BNP. BNP per person (även känd som BNP per capita eller BNP per capita) är ett grovt mått på genomsnittlig levnadsstandard. Ett land kan samtidigt öka sin genomsnittliga levnadsstandard och sin totala BNP även vid låg eller negativ befolkningstillväxt. Både Japans och Tysklands ekonomier återhämtade sig ungefär samtidigt som deras befolkningar började minska, under perioden 2003–2006. Det innebär att både total BNP och BNP per capita växte snabbare efter 2005 än tidigare. Även Rysslands ekonomi uppvisade snabb tillväxt från 1999, trots att befolkningen minskade sedan början av 1990-talet. Många östeuropeiska länder har upplevt liknande effekter som Ryssland. Sådan förnyad tillväxt ifrågasätter den gängse uppfattningen att ekonomisk tillväxt kräver befolkningstillväxt, eller att ekonomisk tillväxt är omöjlig under en befolkningsminskning.
På senare tid (2009–2017) har Japan upplevt en högre tillväxt av BNP per capita än USA, trots att befolkningen minskade under den perioden. I USA har sambandet mellan befolkningstillväxt och tillväxt av BNP per capita visat sig vara empiriskt obetydligt. Denna evidens visar att individuellt välstånd kan öka under perioder av befolkningsminskning.
För att bättre förstå de ekonomiska effekterna av olika demografiska för- och nackdelar analyserade Lee med flera data från 40 länder. Studien visade att en fertilitetsnivå som ligger klart över ersättningsnivån och resulterar i befolkningstillväxt skulle vara mest gynnsam för de offentliga finanserna. Däremot skulle fertilitet nära ersättningsnivån och befolkningsstabilitet vara mest fördelaktigt för levnadsstandarden, särskilt när hänsyn tas till åldersstrukturens påverkan på både hushåll och stat. När även kostnaden för att tillhandahålla kapital till en växande arbetskraft inkluderas i analysen, framstår en något lägre fertilitet än ersättningsnivån och en gradvis befolkningsminskning som det alternativ som maximerar konsumtionen per capita.
Ett fokus på produktivitetstillväxt som leder till en ökning av både BNP per capita och total BNP kan medföra andra fördelar för:
- arbetskraften genom högre löner, förmåner och bättre arbetsvillkor
- kunder genom lägre priser
- ägare och aktieägare genom högre vinster
- miljön genom mer pengar till investeringar i strängare miljöskydd
- regeringar genom högre skatteintäkter för att finansiera statlig verksamhet

Ett annat sätt att se på möjliga positiva effekter av befolkningsminskning är att beakta jordens mänskliga bärförmåga. Den globala befolkningsminskningen skulle börja motverka de negativa effekterna av mänsklig överbefolkning. Det har gjorts många uppskattningar av jordens bärförmåga, där var och en i allmänhet förutsäger ett högt-lågt intervall för maximal möjlig mänsklig befolkning. Den lägsta låga uppskattningen är mindre än en miljard, den högsta höga uppskattningen är över en biljon. En statistisk analys av dessa historiska uppskattningar visade att medianen för de höga uppskattningarna för alla intervall skulle vara 12 miljarder, och medianen för de låga uppskattningarna skulle vara cirka 8 miljarder. Enligt denna analys kan den här planeten vara på väg in i en zon där dess mänskliga bärförmåga kan överskridas. Den stora variationen i dessa studiers uppskattningar minskar dock vårt förtroende för dem, eftersom sådana uppskattningar är mycket svåra att göra med nuvarande data och metoder.

### Möjliga negativa effekter
En minskande befolkning kan även medföra negativa konsekvenser. När ett lands befolkning krymper riskerar den ekonomiska tillväxten, mätt i bruttonationalprodukt (BNP), att avta ytterligare eller till och med bli negativ. Om befolkningsminskningen inte kompenseras av en motsvarande eller högre ökning i produktivitet, uttryckt som BNP per capita, kan detta leda till en nedgång i BNP från ett kvartal till nästa, vilket definieras som en ekonomisk recession. Om sådana förhållanden blir långvariga eller permanenta kan landet hamna i ett tillstånd av kronisk lågkonjunktur.
Andra möjliga negativa effekter av en minskande befolkning är:
- En ökning av försörjningskvoten som skulle öka det ekonomiska trycket på arbetskraften
- En förlust av kultur och minskat förtroende bland medborgarna[24]
- En kris inom vården av äldre i livets slutskede på grund av att det inte finns tillräckligt med vårdgivare för dem[25]
- Svårigheter att finansiera förmånsprogram eftersom det finns färre arbetstagare i förhållande till pensionärer[26]
- En minskning av militär styrka[1]
- En nedgång i innovation eftersom förändring kommer från de unga[26]
- En belastning på den mentala hälsan orsakad av permanent recession[27]
- Deflation orsakad av den åldrande befolkningen[28]

Alla dessa negativa effekter skulle kunna sammanfattas under rubriken "Underbefolkning". Underbefolkning definieras vanligtvis som ett tillstånd där ett lands befolkning har minskat för mycket för att stödja det nuvarande ekonomiska systemet.
Befolkningsminskning kan orsaka interna befolkningstryck som sedan leder till sekundära effekter som etniska konflikter, påtvingade flyktingströmmar och hypernationalism. Detta gäller särskilt i regioner där olika etniska eller rasliga grupper har olika tillväxttakt. Låga fertilitetsnivåer som orsakar långsiktig befolkningsminskning kan också leda till en åldrande befolkning, en obalans i befolkningens åldersstruktur. Befolkningens åldrande på grund av låga fertilitetsnivåer i Europa har gett upphov till oro över dess inverkan på den sociala sammanhållningen.
En mindre nationell befolkning kan också ha geostrategiska effekter, men sambandet mellan befolkning och makt är svagt. Teknik och resurser spelar ofta en större roll. Sedan andra världskriget har den "statiska" teorin sett en befolknings absoluta storlek som en av komponenterna i ett lands nationella makt. På senare tid har teorin om "humankapital" framkommit. Denna uppfattning menar att arbetskraftens kvalitet och kompetensnivå samt den teknologi och de resurser som finns tillgängliga för den är viktigare än bara en nations befolkningsstorlek. Även om det tidigare fanns fördelar med höga fertilitetsnivåer, har den" demografiska utdelningen" nu i stort sett försvunnit.

## Samtida nedgång per land
Tabellen nedan visar de länder som har drabbats av befolkningsminskning mellan 2010 och 2020. Termen "befolkning" som används här är baserad på de facto- definitionen av befolkning, som räknar alla invånare oavsett juridisk status eller medborgarskap, med undantag för flyktingar som inte är permanent bosatta i asyllandet, vilka i allmänhet anses vara en del av ursprungslandets befolkning. Det betyder att befolkningstillväxten i denna tabell inkluderar nettoförändringar från invandring och utvandring.
| Land eller region       | Folkmängd (uppskattning 2010) | Folkmängd (uppskattning 2020) | Genomsnittlig årlig befolkningsförändring (%) | Genomsnittlig årlig befolkningsförändring (%) |
| Land eller region       | Folkmängd (uppskattning 2010) | Folkmängd (uppskattning 2020) | 2010–2015                                     | 2015–2020                                     |
| ----------------------- | ----------------------------- | ----------------------------- | --------------------------------------------- | --------------------------------------------- |
| Andorra                 | 73,600                        | 77,543                        | −0.2                                          | +1.5                                          |
| Albanien                | 2,913,018                     | 2,877,797                     | −0.2                                          | −0.1                                          |
| Armenien                | 3,073,000                     | 2,959,000                     | −0.0                                          | −0.0                                          |
| Belarus                 | 9,495,608                     | 9,410,259                     | −0.1                                          | −0.1                                          |
| Bosnien och Hercegovina | 3,488,441                     | 3,276,845                     | −1.6                                          | −1.2                                          |
| Bulgarien               | 7,504,868                     | 6,520,314                     | −0.8                                          | −0.9                                          |
| Kroatien                | 4,295,427                     | 4,105,267                     | −0.5                                          | −0.8                                          |
| Kuba                    | 11,167,934                    | 11,181,595                    | +0.1                                          | −0.1                                          |
| Estland                 | 1,332,000                     | 1,326,804                     | −0.2                                          | +0.2                                          |
| Georgien                | 4,087,379                     | 3,989,167                     | −0.3                                          | −0.0                                          |
| Grekland                | 11,119,102                    | 10,423,054                    | −0.4                                          | −0.6                                          |
| Ungern                  | 10,014,000                    | 9,660,351                     | 0.3                                           | −0.2                                          |
| Italien                 | 59,277,000                    | 60,461,826                    | +0.1                                          | −0.3                                          |
| Japan                   | 128,057,352                   | 126,476,461                   | −0.1                                          | −0.3                                          |
| Lettland                | 2,120,504                     | 1,864,884                     | −1.1                                          | −1.0                                          |
| Litauen                 | 3,141,976                     | 2,678,864                     | −1.2                                          | −1.0                                          |
| Moldavien               | 4,081,000                     | 3,100,930                     | −2.2                                          | −1.2                                          |
| Nordmakedonien          | 1,946,298                     | 1,856,124                     | −0.3                                          | −0.6                                          |
| Polen                   | 38,529,866                    | 37,846,611                    | −0.0                                          | −0.1                                          |
| Portugal                | 10,572,721                    | 10,196,709                    | −0.4                                          | −0.1                                          |
| Puerto Rico             | 3,722,000                     | 3,285,874                     | −1.4                                          | −1.1                                          |
| Rumänien                | 20,246,798                    | 19,237,691                    | −0.5                                          | −0.5                                          |
| Serbien                 | 7,291,436                     | 6,740,936                     | −0.4                                          | −0.4                                          |
| Spanien                 | 46,486,621                    | 46,745,896                    | −0.0                                          | +0.3                                          |
| Syrien                  | 22,338,000                    | 18,207,894                    | −2.6                                          | +1.3                                          |
| Ukraina                 | 45,962,947                    | 41,390,728                    | −0.3                                          | −0.5                                          |
| Venezuela               | 27,244,464                    | 28,609,886                    | +1.2                                          | −1.1                                          |
| Totalt                  | 489,583,360                   | 474,509,310                   |                                               |                                               |

### Östasien

#### Kina
Kinas befolkning nådde sin topp på 1,41 miljarder år 2021 och började minska år 2022. Kina registrerade för första gången 2022 fler dödsfall än födslar med en nettominskning på 850 000 och denna trend fortsatte 2023 då dödsfallen översteg födslarna med mer än 2 miljoner och 2024 då dödsfallen översteg födslarna med 1,4 miljoner.
Enligt FN:s befolkningsavdelning förväntas Kinas totala fertilitetsgrad öka från 1 år 2022 till 1,34 år 2100, samtidigt som landets befolkning beräknas minska till cirka 633 miljoner år 2100, vilket motsvarar en minskning på ungefär 56 procent.

#### Japan

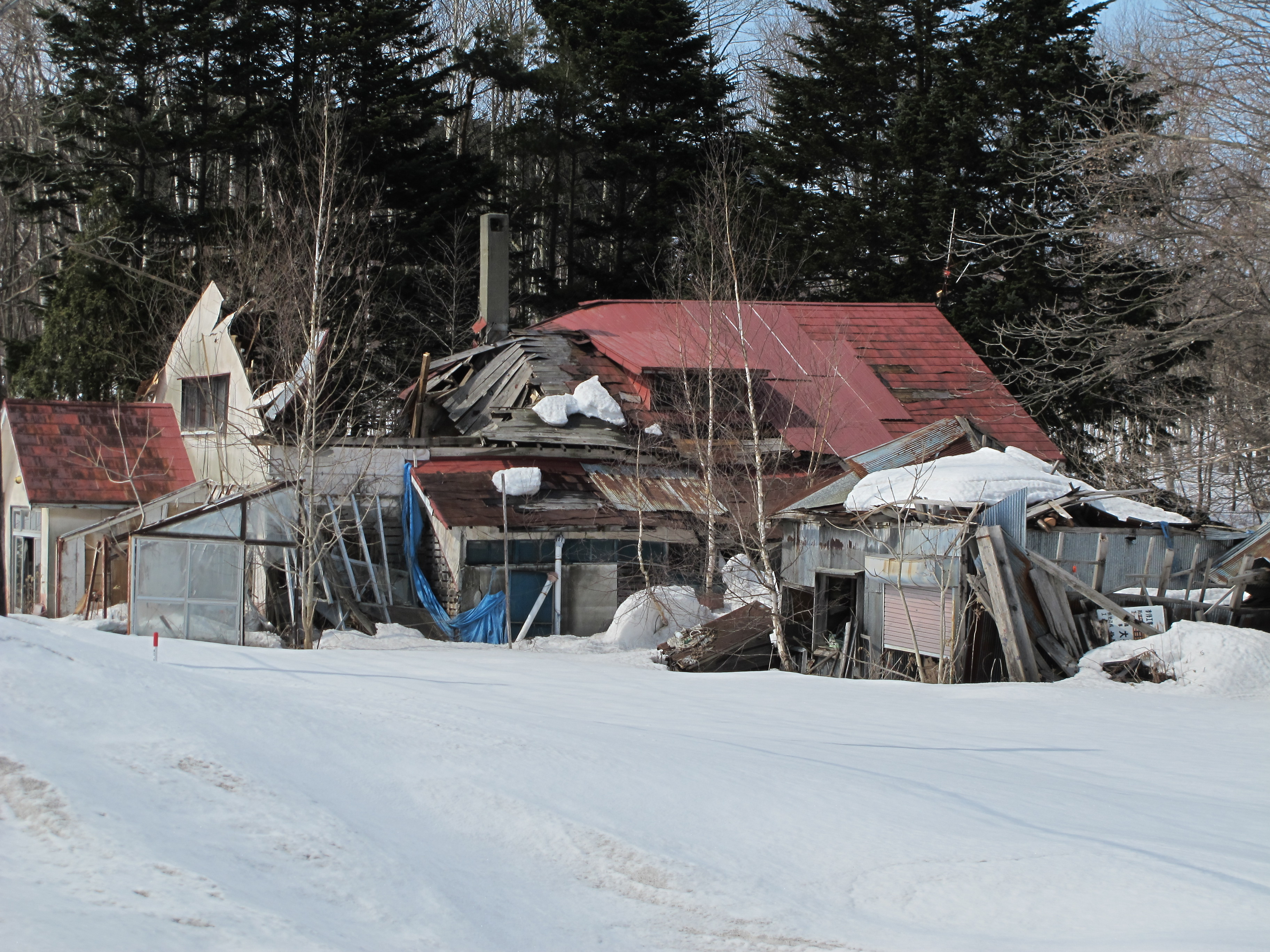
Ett övergivet hus i Yubari-distriktet, Hokkaido: ett område som har drabbats av kraftig befolkningsminskning.

Även om Japans naturliga ökning blev negativ redan 2005, var siffran från folkräkningen 2010 något högre, strax över 128 miljoner, än från folkräkningen 2005. Faktorer som låg till grund för de förbryllande siffrorna var fler japanska återvändande än väntat samt förändringar i metoden för datainsamling. Den officiella folkräkningen uppgick dock till 127,1 miljoner den 1 oktober 2015, en minskning med 947 000 eller 0,7 % jämfört med den föregående femårsfolkräkningen. Könsfördelningen blir alltmer snedvriden; cirka 106 kvinnor per 100 män bor i Japan. År 2019 minskade Japans befolkning med rekordhöga 276 000; om invandringen exkluderas från siffrorna skulle minskningen ha varit 487 000. Med tanke på befolkningsökningen under 1950- och 1960-talen är den totala befolkningen fortfarande 52 % över 1950 års nivåer.
FN:s befolkningsavdelning, förutsatt att Japans totala fertilitetsgrad kommer att stiga från 1,2 år 2023 till 1,47 år 2100, beräknas dess befolkning minska till 77 miljoner år 2100, en minskning med cirka 38 %.

#### Sydkorea
Sydkoreas totala fertilitetsgrad har varit konsekvent lägre än Japans, med en nivå under 1 år 2018 och en minskning till 0,778 år 2022. Som ett resultat minskade befolkningen år 2020 för första gången i landets historia från 51,8 miljoner år 2020 till 51,6 år 2022.
FN:s befolkningsavdelning, förutsatt att Sydkoreas totala fertilitetsgrad kommer att stiga från 0,72 år 2023 till 1,3 år 2100, beräknas dess befolkning minska till nästan 22 miljoner år 2100, en minskning med cirka 58 %.

#### Taiwan
Taiwan registrerade fler dödsfall än födslar för första gången 2020, trots att man praktiskt taget inte registrerade några dödsfall i COVID-19, vilket inledde en era av demografisk nedgång under överskådlig framtid. Taiwans befolkning minskade från 23,6 miljoner år 2020 till 23,4 år 2023, medan den totala fertilitetsgraden minskade från 1,05 år 2020 till 0,85 år 2023.
Enligt FN:s befolkningsavdelning, under antagandet att Taiwans totala fertilitetsgrad ökar från 0,87 år 2023 till 1,33 år 2100, förväntas landets befolkning minska till cirka 10 miljoner år 2100, vilket motsvarar en minskning med omkring 57 procent.

#### Thailand
Thailands totala fertilitetsgrad har sedan början av 1990-talet konsekvent legat under ersättningsnivån på 2,1 och nådde 2022 en ny lågpunkt på 1. Befolkningsminskningen i Thailand inleddes 2020, och 2021 registrerades för första gången fler dödsfall än födslar. Denna negativa naturliga befolkningsutveckling förstärktes under 2022 och 2023, och utan betydande invandring förväntas trenden fortsätta på grund av den mycket låga fertilitetsgraden.

### Östeuropa och tidigare sovjetrepubliker
Befolkningen i det forna Sovjetunionen och Östeuropa krymper snabbt på grund av låga födelsetal, mycket höga dödstal (kopplade till alkoholism och höga förekomster av infektionssjukdomar som aids och tuberkulos), samt höga emigrationstal. I Ryssland och det tidigare kommunistblocket sjönk födelsetalen plötsligt efter Sovjetunionens fall, och dödstalen steg generellt sett kraftigt. Dessutom uppskattas cirka 20 miljoner människor från Östeuropa ha migrerat till Västeuropa eller USA under de 25 åren efter 1989.

#### Belarus
Vitrysslands befolkning nådde sin högsta nivå på 10 151 806 vid folkräkningen 1989 och uppskattades ha minskat till 9 480 868 år 2015 enligt uppgifter från landets statistiktjänst. Detta motsvarar en minskning med 7,1 % sedan den högsta folkräkningssiffran.

#### Estland
I den senaste sovjetiska folkräkningen 1989 hade den en befolkning på 1 565 662, vilket var nära dess högsta befolkningsnivå. Statens statistik rapporterade en uppskattning på 1 314 370 för 2016. Detta motsvarar en minskning med 19,2 % sedan den högsta folkräkningssiffran.

#### Georgien
I den senaste sovjetiska folkräkningen 1989 hade den en befolkning på 5 400 841, vilket var nära dess befolkningstopp. Statsstatistiken rapporterade en uppskattning på 4 010 000 för folkräkningen 2014, vilket inkluderar uppskattade siffror för de kvasi-oberoende Abchazien och Sydossetien. Detta representerar en minskning med 25,7 % sedan folkräkningstoppen, men ändå något högre än 1950 års befolkning.

#### Lettland
När Lettland bröt sig ur Sovjetunionen hade landet en befolkning på 2 666 567, vilket var mycket nära dess befolkningstopp. Den senaste folkräkningen registrerade en befolkning på 2 067 887 år 2011, medan delstatsstatistiken rapporterade en uppskattning på 1 986 086 för 2015. Detta motsvarar en minskning med 25,5 % sedan den högsta folkräkningssiffran, där endast en av två nationer i världen faller under 1950 års nivåer. Minskningen orsakas av både en negativ naturlig befolkningstillväxt (fler dödsfall än födslar) och en negativ nettomigrationstakt. Den 1 maj 2024 hade Lettland en total befolkning på 1 862 700.

#### Litauen
När Litauen bröt sig ur Sovjetunionen hade landet en befolkning på 3,7 miljoner, vilket var nära dess högsta befolkningsnivå. Den senaste folkräkningen registrerade en befolkning på 3,05 miljoner år 2011, en minskning från 3,4 miljoner år 2001, och minskade ytterligare till 2 988 000 den 1 september 2012. Detta motsvarar en minskning med 23,8 % sedan den högsta folkräkningssiffran och cirka 13,7 % sedan 2001.

#### Ukraina

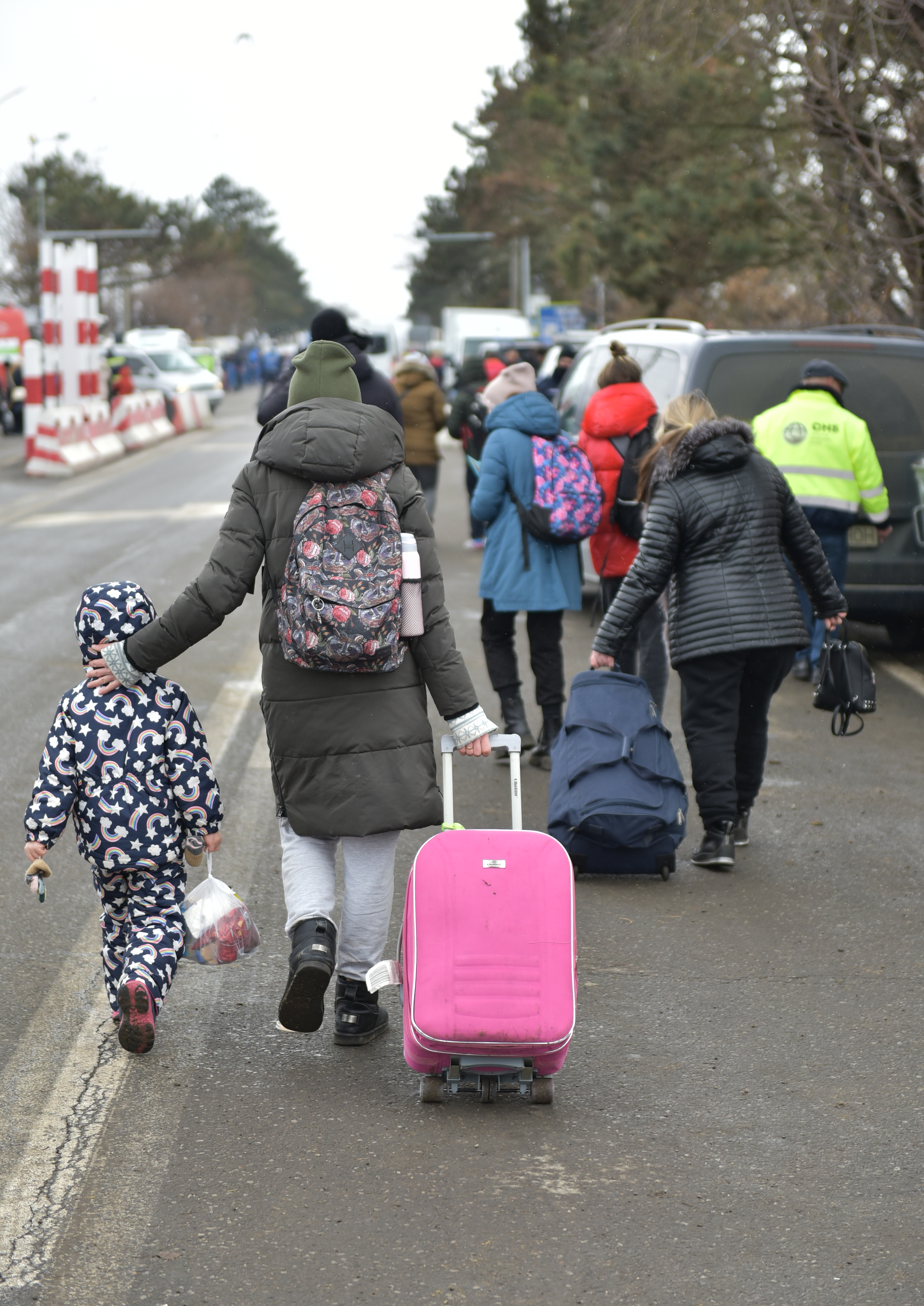
Ukrainska flyktingar som kommer in i Rumänien, 5 mars 2022.

Ukrainas folkräkning 1989 visade att antalet personer var 51 452 034. Ukrainas egna uppskattningar visar en topp på 52 244 000 personer år 1993; detta antal har dock sjunkit till 45 439 822 den 1 december 2013. Efter att ha förlorat Krim-territoriet till Ryssland i början av 2014 och därefter upplevt krig, sjönk befolkningen till 42 981 850 i augusti 2014. Detta motsvarar en minskning med 19,7 % av den totala befolkningen sedan toppsiffran, men 16,8 % över 1950 års befolkning även utan Krim. Dess absoluta totala minskning (9 263 000) sedan dess befolkningstopp är den högsta av alla nationer; detta inkluderar förlust av territorium och kraftig nettoutvandring. Östra Ukraina kan komma att förlora många rysktalande medborgare på grund av den nya ryska medborgarskapslagen. En ledare framhåller att betydande köns- och åldersobalans i befolkningen i Ukraina är ett stort problem om de flesta flyktingar, som i andra fall, inte återvänder med tiden. Ungefär 3,8 miljoner fler människor har lämnat landet under den ryska invasionen av Ukraina 2022, och tusentals har dött i konflikten.
Den ryska invasionen av Ukraina fördjupade landets demografiska kris avsevärt. Födelsetalen i Ukraina var 28 % lägre under de första sex månaderna 2023 jämfört med samma period 2021. En studie från juli 2023, utförd av Wieninstitutet för internationella ekonomiska studier, konstaterade att oavsett krigets varaktighet och eventuell ytterligare militär eskalering är det osannolikt att Ukraina kommer att återhämta sin demografiska förlust till följd av konflikten. År 2040 förväntas landets befolkning uppgå till cirka 35 miljoner, vilket är ungefär 20 % färre än före kriget, då den låg på 42,8 miljoner (2021). Minskningen i den arbetsföra befolkningen bedöms vara den mest allvarliga och långvariga konsekvensen.

#### Ungern
Ungerns befolkning nådde sin topp 1980, på 10 709 000, och har fortsatt att minska till under 10 miljoner i augusti 2010. Detta innebär en minskning med 7,1 % sedan befolkningstoppen. Jämfört med sina östra grannar nådde dock Ungern sin topp nästan ett decennium tidigare, men befolkningsminskningen har varit betydligt mer måttlig, med en genomsnittlig årlig minskning på cirka 0,23 % under perioden.

### Balkan

#### Albanien
Albaniens befolkning år 1989 uppgick till 3 182 417 personer, den största befolkningen enligt någon folkräkning. Sedan dess har dess befolkning minskat till uppskattningsvis 2 893 005 i januari 2015. Nedgången har sedan dess accelererat med en befolkningsminskning på 1,3 % som rapporterades 2021, vilket lämnar en total befolkning på 2,79 miljoner. Detta motsvarar en minskning med 12 % av den totala befolkningen sedan den högsta folkräkningssiffran.

#### Bosnien och Hercegovina
Bosnien och Hercegovinas befolkning nådde sin topp på 4 377 033 i folkräkningen 1991, strax före de jugoslaviska krigen som producerade tiotusentals civila offer och flyktingar. Den senaste folkräkningen från 2016 rapporterade en befolkning på 3 511 372. Detta motsvarar en minskning med 19,8 % sedan den högsta folkräkningssiffran.

#### Bulgarien
Bulgariens befolkning minskade från en topp på 9 009 018 år 1989 och har sedan 2001 förlorat ytterligare 600 000 människor, enligt preliminära siffror från folkräkningen 2011 till högst 7,3 miljoner, och ytterligare ner till 7 245 000. Detta motsvarar en minskning med 24,3 % av den totala befolkningen sedan toppen och en årlig takt på −0,82 % under de senaste 10 åren.
Den bulgariska befolkningen har minskat med över 844 000 personer, motsvarande 11,5 procent, under det senaste decenniet, enligt uppgifter från Nationella statistikinstitutet i Sofia som presenterade preliminära resultat från folkräkningen 2021, den första sedan 2011.
Landet har för närvarande en arbetsstyrka på drygt 6,5 miljoner personer, jämfört med 7,3 miljoner i den tidigare arbetskraften.

#### Kroatien
Kroatiens befolkning minskade från 4 784 265 år 1991 till 4 456 096 (enligt den gamla statistiska metoden) varav 4 284 889 är permanenta bosatta (enligt den nya statistiska metoden), år 2011, en minskning med 8 % (11,5 % enligt den nya definitionen av permanent uppehållstillstånd i folkräkningen 2011). De främsta orsakerna till nedgången sedan 1991 är: låga födelsetal, emigration och krig i Kroatien. Mellan 2001 och 2011 beror den främsta orsaken till befolkningsminskningen på en skillnad i definitionen av permanent uppehållstillstånd som användes i folkräkningar fram till 2001 (folkräkningarna 1948, 1953, 1961, 1971, 1981, 1991 och 2001) och den som användes 2011. År 2021 sjönk befolkningen till 3 888 529, en minskning med 9,25 % jämfört med 2011 års siffror.

#### Grekland
Greklands befolkning minskade med cirka en halv miljon mellan folkräkningarna 2011 och 2021. De främsta orsakerna till denna minskning är ökad emigration samt lägre födelsetal efter finanskrisen 2008.

#### Rumänien
Rumäniens folkräkning 1991 visade en befolkning på 23 185 084 personer, medan folkräkningen i oktober 2011 registrerade 20 121 641 personer. Enligt statens statistiska uppskattning var befolkningen 19 947 311 år 2014. Detta motsvarar en minskning med 16,2 % sedan den historiska toppen 1991.

#### Serbien
Serbien hade en folkräkningstopp på 7 822 795 personer år 1991 under den jugoslaviska eran, vilket minskade till 7 186 862 vid folkräkningen 2011. Det motsvarar en minskning med 5,1 % sedan den högsta folkräkningssiffran.

### Andra

#### Italien
Trots att Italien kontinuerligt har haft fler dödsfall än födslar sedan 1993, nådde landets befolkning först en topp år 2015 med 60 796 000 personer, vilket berodde på betydande invandring. Den italienska befolkningen minskade rekordmånga år 2020, och år 2021 registrerades det lägsta antalet födslar sedan återföreningen 1861, endast 399 431, och befolkningen förväntas minska till 47,2 miljoner år 2070, en minskning med nästan 20 procent.
I april 2024 uppgick den italienska befolkningen till 58 968 501 invånare. FN:s befolkningsavdelning förutspår, under antagandet att Italiens totala fertilitetsgrad ökar från 1,2 år 2024 till 1,5 år 2100, att landets befolkning kommer att uppgå till 35,5 miljoner år 2100, vilket innebär en minskning med cirka 40 procent.

#### Uruguay
Uruguays fertilitetsnivå har varit relativt låg jämfört med andra latinamerikanska länder sedan 1900-talet, med cirka 3 barn per kvinna. Från 1990-talet har fertilitetsnivåerna i Latinamerika generellt konvergerat mot ungefär 2 barn per kvinna. Uruguays fertilitetsnivå minskade dock markant från 2 år 2015 till 1,28 år 2022, vilket till stor del beror på en minskning av födslar bland kvinnor under 20 år. Uruguay registrerade fler dödsfall än födslar för första gången 2021 och befolkningsminskningen har endast motverkats något av invandring.

#### Venezuela
Trots en positiv naturlig ökning på nästan 1 % per år, har Venezuelas befolkning minskat under perioden 2015–2020 på grund av emigration orsakad av hot om våld samt brist på grundläggande behov.

## Återupptagna avslag

### Ryssland

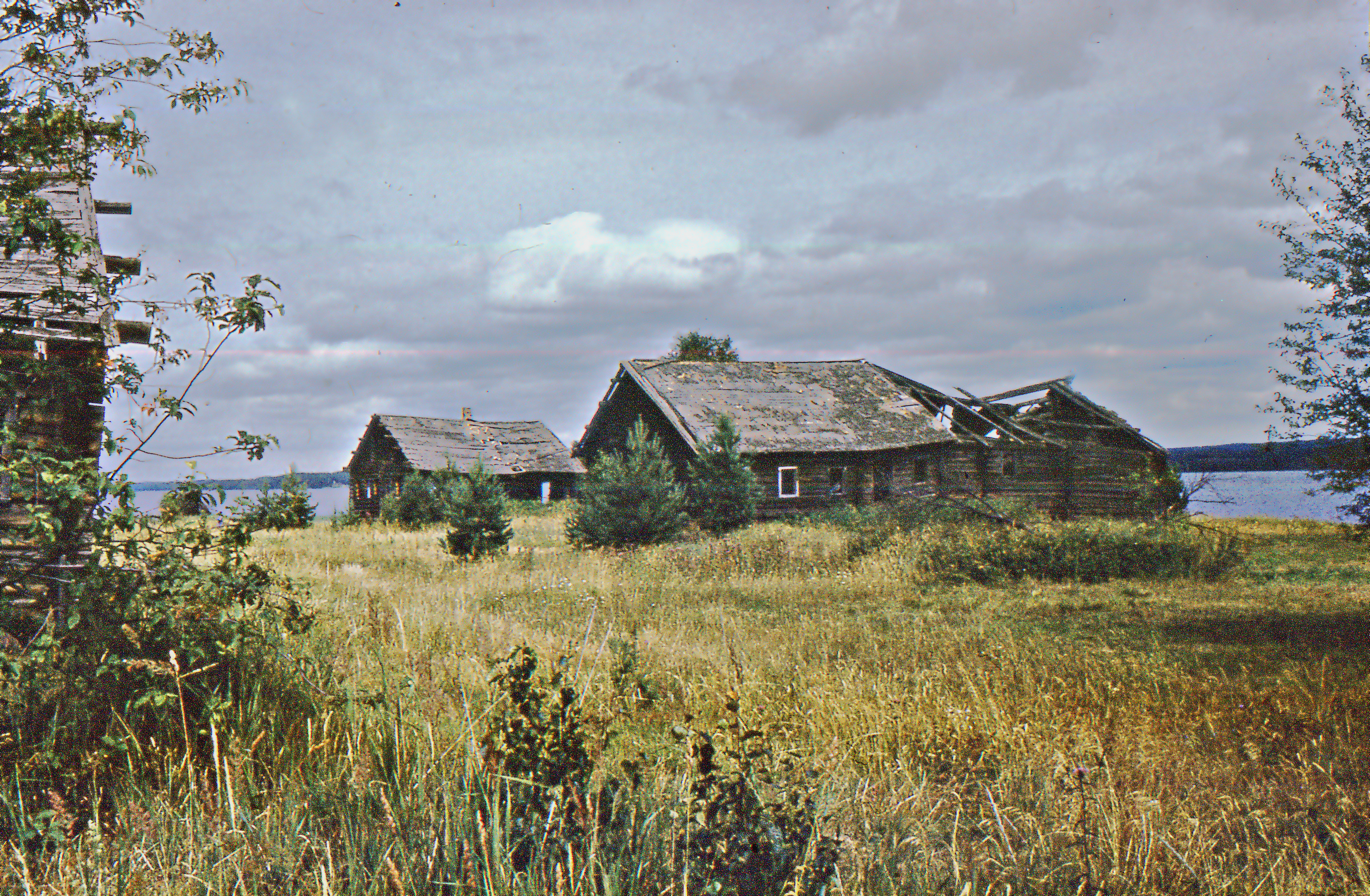
Tusentals övergivna byar är utspridda över Ryssland.

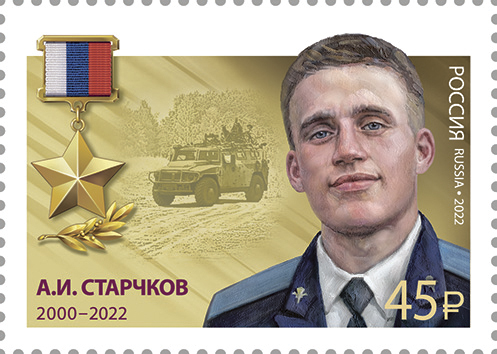
Frimärke som visar en rysk soldat dödad i Ukraina. Kriget i det landet har ytterligare förvärrat Rysslands demografiska kris.

Nedgången i Rysslands totala befolkning är bland de största i antal, men inte i procent. Efter att ha nått en topp på 148 689 000 år 1991 minskade befolkningen sedan och sjönk till 142 737 196 år 2008. Detta innebär en minskning med 4,0 % av den totala befolkningen jämfört med den högsta folkräkningssiffran. Därefter ökade den ryska befolkningen till cirka 146 870 000 år 2018. Denna uppgång kan förklaras av lägre dödlighet, högre födelsetal, annekteringen av Krim samt fortsatt invandring, främst från Ukraina och Armenien. Befolkningen är därmed ungefär 40 % större än år 1950.
Ryssland har blivit alltmer beroende av invandring för att upprätthålla sin befolkning; 2021 hade den högsta nettoinvandringen sedan 1994, trots vilket det skedde en liten total minskning från 146,1 miljoner till 145,4 miljoner år 2021, den största minskningen på över ett decennium. Den naturliga dödligheten i januari 2020, 2021 och 2022 har båda varit nästan dubbelt så hög som den naturliga födelsetalen.
I mars 2023 rapporterade The Economist att "Under de senaste tre åren har landet förlorat cirka 2 miljoner fler människor än det normalt skulle ha gjort, till följd av krig [i Ukraina], sjukdomar och utvandring." Enligt den ryske ekonomen Alexander Isakov "har Rysslands befolkning minskat och kriget kommer att minska den ytterligare. Orsaker? Emigration, lägre fertilitet och krigsrelaterade offer."
Enligt en analys av ekonomerna Oleg Itskhoki och Maxim Mironov kan Ryssland förlora mer än 10 % av männen i åldern 20–29 år till följd av förluster i kriget och emigrationen. I juni 2024 uppskattades det att cirka 2 % av alla ryska män mellan 20 och 50 år kan ha dödats eller allvarligt skadats i Ukraina sedan februari 2022.
FN förutspår att den befolkningsnedgång som inleddes 2021 kommer att fortsätta, och om de nuvarande demografiska förhållandena består, beräknas Rysslands befolkning uppgå till 120 miljoner om femtio år, vilket motsvarar en minskning med cirka 17 procent. FN:s scenarier för 2024 förutspår att Rysslands befolkning kommer att vara mellan 74 miljoner och 112 miljoner år 2100, en minskning med 25 till 50 %.

### Portugal
Mellan 2011 och 2021 minskade Portugals befolkning från 10,56 till 10,34 miljoner människor. Fertilitetsgraden har legat konstant under 2 sedan början av 1980-talet, och skillnaden kompenseras i allt högre grad av invandrare.

## Påstås ha stoppat nedgångar

### Armenien
Armeniens befolkning nådde sin topp på 3 604 000 år 1991 och sjönk till en post-sovjetisk lägsta nivå på 2 961 500 i början av 2020, trots en kontinuerlig naturlig befolkningsökning. Detta representerade en minskning med 17,2 % av den totala befolkningen sedan den högsta folkräkningssiffran. Armeniens befolkning började öka igen till 2 962 300 år 2021; 2 969 200 år 2022 och 2 990 900 år 2023. I början av 2024 hade befolkningen återhämtat sig till 3 015 400 på 1978 års nivåer.

### Tyskland
I Tyskland har en fortsatt låg födelsetal motverkats av invandringsvågor. Från 2002 till 2011 minskade befolkningen med 2 miljoner, den mesta sedan kalla kriget. Den nationella folkräkningen 2011 registrerade en befolkning på 80,2 miljoner människor, varefter officiella uppskattningar visade en ökning med 3 miljoner under det kommande decenniet. Den officiella uppskattningen för 2020 var en liten minskning från 2019. Uppskattningar från tredje part visar istället en liten ökning.

### Irland
Befolkningen inom det nuvarande området för Republiken Irland har varierat kraftigt över tid. År 1841 uppgick Irlands befolkning till cirka 8 miljoner, men minskade kraftigt på grund av den irländska hungersnöden och efterföljande emigration. Befolkningen nådde sin lägsta nivå vid folkräkningen 1961, med 2,8 miljoner invånare, för att därefter öka och nå 4,58 miljoner år 2011. Enligt landets statistikmyndighet uppskattades befolkningen till strax under 5 miljoner år 2020.

### Polen
Polens befolkning har under de senaste 20 åren präglats av perioder med både tillväxt och minskning. Mellan 2002 och 2006 visade den registrerade befolkningen en nedåtgående trend, medan den ökade under perioden 2007 till 2012. Även om COVID-19 sedan 2020 har börjat få befolkningen att minska snabbt, med över 117 000 personer som enligt uppgift dött av COVID-19 i Polen i oktober 2022. Polen såg dock också ett stort antal ukrainska flyktingar flytta in i Polen, med över 7,8 miljoner människor som hade korsat gränsen i oktober 2022 mellan Polen och Ukraina sedan krigets början, varav 1,4 miljoner har stannat kvar i Polen.

### Syrien
Syriens befolkning minskade under perioden 2012–2018 till följd av det pågående inbördeskriget. Under denna tid emigrerade många syrier till andra länder i Mellanöstern. På grund av konflikten är det svårt att fastställa en exakt befolkningssiffra, men FN uppskattar att befolkningen nådde sin topp på 22,9 miljoner år 2012 och minskade till 18,9 miljoner år 2018, vilket motsvarar en minskning med 17 procent. Sedan dess har Syriens befolkning återigen ökat, och FN förutspår att den kommer att ha nått 24,9 miljoner år 2025.

## Nedgångar inom regioner eller etniska grupper i ett land

### Förenta staterna
Trots en växande befolkning på nationell nivå har vissa tidigare stora amerikanska kommuner krympt dramatiskt efter andra världskriget, och särskilt under 1950- och 1970-talen, på grund av förortsbildning, stadsförfall, rasupplopp, hög brottslighet, avindustrialisering och emigration från rostbältet till solbältet. Till exempel nådde Detroits befolkning en topp på nästan 2 miljoner år 1953, och minskade sedan till under 700 000 år 2020. Andra städer vars befolkning har minskat dramatiskt sedan 1950-talet inkluderar Baltimore, Buffalo, Cincinnati, Cleveland, Flint, Gary, New Orleans, St. Louis, Pittsburgh, Scranton, Youngstown och Wilmington (Delaware). Dessutom har avfolkningen av de stora slätterna, orsakad av en mycket hög andel landsbygdsflykt från isolerade jordbrukslän, pågått sedan 1930-talet.
Dessutom har USA, med början på 1950-talet, bevittnat fenomenet med den vita flykten eller vit exodus, den storskaliga migrationen av människor med olika europeiska härkomst från rasblandade stadsregioner till mer rasligt homogena förorts- eller ytterstadsregioner. Termen har på senare tid använts för andra migrationer av vita, från äldre, inre förorter till landsbygdsområden, såväl som från nordöstra och mellanvästern i USA till det varmare klimatet i sydöstra och sydvästra USA. Migration av vita medelklassbefolkningar observerades under medborgarrättsrörelsen på 1950- och 1960-talen från städer som Cleveland, Detroit, Kansas City och Oakland, även om rassegregeringen i offentliga skolor hade upphört där långt före Högsta domstolens beslut i målet Brown v. Board of Education 1954. På 1970-talet ledde försök att uppnå effektiv avsegregering (eller "integration") med hjälp av tvångsbussar i vissa områden till att fler familjer flyttade ut från tidigare områden. På senare tid, från och med 2018, hade Kalifornien den största etniska/rasmässiga minoritetsbefolkningen i USA; icke-spansktalande vita minskade från cirka 76,3–78 % av statens befolkning år 1970 till 36,6 % år 2018 och 39,3 % av den totala befolkningen var spansktalande-latino (av vilken ras som helst).
En kombination av långsiktiga trender, bostadsöverkomlighet, fallande födelsetal och stigande dödstal till följd av covid-19-pandemin har orsakat att så många som 16 amerikanska delstater har börjat minska i befolkning.
Puerto Ricos befolkning nådde sin topp år 2000 på 3,8 miljoner och har sedan dess minskat till 3,3 miljoner år 2020 på grund av en negativ naturlig förändring och emigration på grund av naturkatastrofer och ekonomiska svårigheter.

### Frankrike
Termen "tom diagonal" används för franska departement med låg eller minskande befolkning. På grund av fortsatt emigration ser många departement i Frankrike en befolkningsminskning, inklusive: Aisne, Allier, Ardennes, Cantal, Charente, Cher, Corrèze, Creuse, Dordogne, Eure, Eure-et-Loir, Haute-Marne, Haute-Saône, Jura - Vier, Haute-Che, Lot-et-Garonne, Lozère, Manche, Marne, Mayenne, Meuse, Moselle, Nièvre, Orne, Paris, Sarthe, Somme, Territoire de Belfort, Vosges och Yonne.

### Sydafrika
Termen "vit flykt" har också använts för storskalig postkolonial emigration av vita från Afrika, eller delar av den kontinenten, driven av nivåer av våldsbrottslighet och antikolonial statlig politik. Under de senaste decennierna har Sydafrikas vita befolkningsgrupp minskat stadigt och i proportion till övriga grupper, vilket beror på högre födelsetal bland andra etniska grupper i landet samt en hög emigrationstakt. År 1977 uppgick den vita befolkningen till 4,3 miljoner, motsvarande 16,4 procent av landets totala befolkning. Mellan 1995 och 2016 uppskattas cirka 800 000 vita sydafrikaner ha emigrerat och hänvisade till brottslighet och brist på arbetstillfällen. Det kan också noteras att en stor andel vita sydafrikanska emigranter på senare tid har valt att återvända hem. Till exempel uppskattade Homecoming Revolution i maj 2014 att cirka 340 000 vita sydafrikaner hade återvänt till Sydafrika under det föregående decenniet. Dessutom har invandringen från Europa kompletterat den vita befolkningen. Folkräkningen 2011 visade att 63 479 vita personer som bodde i Sydafrika var födda i Europa; av dessa hade 28 653 flyttat till Sydafrika sedan 2001.

### Indien
Parsisamhället i Indien har en av världens lägsta fertilitetsnivåer, med 0,8 barn per kvinna år 2017. I kombination med emigration har detta lett till en befolkningsminskning som pågått åtminstone sedan 1940-talet. Deras befolkning har mer än halverats från sin högsta nivå.

### Libanon
Libanon har genomgått betydande emigrationsvågor från slutet av 1800-talet till början av 1900-talet samt under det libanesiska inbördeskriget, vilket resulterade i att nästan en miljon personer lämnade landet. På grund av den syriska flyktingkrisen ökade Libanons befolkning kraftigt, från cirka 5,05 miljoner år 2011 till 6,5 miljoner år 2015, enligt FN:s befolkningsavdelning. Därefter började befolkningen minska igen och uppgick till 6,26 miljoner år 2016, 6,11 miljoner år 2017, 5,95 miljoner år 2018 och 5,76 miljoner år 2019. Mellan 2018 och 2023 accelererade minskningen av antalet libaneser från 25 000 per år till 78 000 på grund av massiv emigration orsakad av den libanesiska likviditetskrisen.
Antalet födslar bland flyktingar har ökat, samtidigt som Libanon är hemvist för en stor grupp oregistrerade flyktingar, andra illegala invånare och personer utan laglig dokumentation, vilket försvårar exakta befolkningsberäkningar. Befolkningsforskaren Dr. Ali Faour uppskattar att den totala befolkningen, inklusive papperslösa migranter, uppgår till cirka 8 miljoner. Trots detta fortsätter den libanesiska befolkningen att åldras och minska, då ekonomiska svårigheter driver på emigrationen och minskar antalet äktenskap. Som en följd kan andelen libanesiska medborgare i landet ha sjunkit till mellan 45 och 50 procent, en markant minskning från 80 procent år 2004, även om en rapport från 2024 uppskattar andelen till 65–69 procent av den bosatta befolkningen.
Regionalt har de bergiga och kristna områdena i Libanon låga fertilitetsnivåer, liknande de som finns i europeiska länder. Den största delen av befolkningsökningen är koncentrerad till norra Libanon.

## Nationella insatser för att möta minskande befolkningar
Ett land med en minskande befolkning kommer att ha svårt att finansiera offentliga tjänster som hälso- och sjukvård, åldersförmåner, försvar, utbildning, vatten- och avloppsinfrastruktur etc. För att säkerställa fortsatt ekonomisk tillväxt och förbättrad livskvalitet för medborgarna riktas nationella insatser mot att hantera utmaningarna med en minskande befolkning, särskilt med avseende på risken för en minskande BNP. Eftersom BNP påverkas av både arbetskraftens storlek och produktivitet, fokuserar länder med minskande befolkning ofta på att öka dessa faktorer.

### Öka arbetsstyrkans storlek
Ett lands arbetskraft är den del av befolkningen i arbetsför ålder som är sysselsatt. Arbetsförande befolkning definieras generellt som personer i åldern 15–64 år.
Politik som skulle kunna öka arbetsstyrkan inkluderar:
- Natalism

Natalism är en uppsättning statliga åtgärder och kulturella förändringar som främjar föräldraskap och uppmuntrar kvinnor att föda fler barn. Dessa faller generellt inom tre breda kategorier:
1. Ekonomiska incitament. Dessa kan inkludera barnbidrag och andra offentliga överföringar som hjälper familjer att täcka kostnaderna för barn.
2. Stöd för föräldrar att kombinera familj och arbete. Detta inkluderar policyer för mammaledighet, policyer för föräldraledighet som (enligt lag) beviljar tjänstledighet från arbetet för att ta hand om sina barn och barnomsorg.
3. Bred social förändring som uppmuntrar barn och föräldraskap

Sverige utvecklade från 1930-talet och framåt en omfattande välfärdsstat, delvis som en följd av diskussionerna efter rapporten "Krisen i befolkningsfrågan" som publicerades 1934. Från och med 2017 erbjuder Sverige en generös föräldraledighet som ger föräldrar möjlighet att dela 16 månaders betald ledighet per barn, där kostnaden fördelas mellan arbetsgivare och staten.
Andra exempel inkluderar Rumäniens natalistiska politik under perioden 1967–90 och Polens 500+-program.
- Uppmuntra fler kvinnor att gå ut i arbetslivet.

Att uppmuntra de kvinnor i arbetsför ålder som inte arbetar att hitta jobb skulle öka arbetskraftens storlek. Kvinnors deltagande i arbetskraften ligger för närvarande (2018) efter mäns i alla utom tre länder världen över. Bland utvecklade länder kan skillnaden i arbetskraftsdeltagande mellan män och kvinnor vara särskilt stor. Till exempel arbetar för närvarande (2018) 59 % av kvinnorna i Sydkorea jämfört med 79 % av männen, och för närvarande (2023) arbetar endast 33 % av kvinnorna i Indien.
Även om fler kvinnor skulle vilja delta i arbetskraften, skulle en ökning av deras deltagande endast ge en kortsiktig förstärkning av arbetskraften i dessa länder, eftersom deltagandetillväxten så småningom når en gräns där ytterligare ökningar inte längre är möjliga och effekten på BNP-tillväxten avtar.
- Stoppa nedgången av män i arbetskraften.

I USA har männens arbetskraftsdeltagande minskat sedan slutet av 1960-talet. Arbetskraftsdeltagandet är förhållandet mellan arbetskraftens storlek och befolkningen i arbetsför ålder. År 1969 var arbetskraftsdeltagandet för män i åldern 25–54 år, alltså deras mest produktiva år, 96 %. År 2023 hade det sjunkit till 89 %.
- Höj pensionsåldern.

Att höja pensionsåldern har effekten att öka den arbetsföra befolkningen, men att höja pensionsåldern kräver andra politiska och kulturella förändringar om det ska ha någon inverkan på arbetskraftens storlek:
1. Pensionsreformen. Många pensionspolicyer uppmuntrar till tidig pensionering. Till exempel var mindre än 10 % av européerna mellan 64 och 74 år anställda år 2018.[132] Istället för att uppmuntra arbete efter pensioneringen begränsar många offentliga pensionsplaner inkomster eller arbetstid.[140]
2. Arbetsplatskulturreform. Arbetsgivarnas attityder gentemot äldre arbetstagare måste förändras. Att förlänga arbetslivet kommer att kräva investeringar i utbildning och arbetsförhållanden för att bibehålla produktiviteten hos äldre arbetstagare.[132]

En studie har uppskattat att om pensionsåldern höjs med 2–3 år per decennium mellan 2010 och 2050, kan detta kompensera för minskningen av befolkningen i arbetsför ålder som länder som Tyskland och Japan står inför.
- Öka invandringen.

Ett land kan öka sin arbetskraft genom att importera fler migranter till sin arbetsföra befolkning. Även om den inhemska arbetskraften minskar kan kvalificerade invandrare minska eller till och med vända denna nedgång. Denna politik kan dock bara fungera om invandrarna kan ansluta sig till arbetskraften och om ursprungsbefolkningen accepterar dem.
Som ett exempel på åtgärder för att hantera minskande arbetskraft införde Japan från och med 2019 femåriga visum för upp till 250 000 okvalificerade gästarbetare. Enligt denna nya policy planeras mellan 260 000 och 345 000 femåriga visum att utfärdas till arbetstagare inom 14 sektorer med allvarlig arbetskraftsbrist, däribland vård, byggnation, jordbruk och varvsindustri.
- Minska utvandringen.

Tabellen ovan visar att långvarig och ihållande emigration, ofta kopplad till så kallad "kompetensflykt", är en av de främsta orsakerna till befolkningsminskning i ett län. Samtidigt har forskning visat att emigration kan ge positiva nettoeffekter för de sändande länderna, vilket kan motverka argument för att begränsa denna rörelse.

### Öka arbetskraftens produktivitet
Inom utvecklingsekonomi benämns en ökning av arbetskraftens storlek som "omfattande tillväxt", medan en ökning av produktiviteten hos arbetskraften kallas "intensiv tillväxt". I det senare fallet drivs BNP-tillväxten av en högre produktion per arbetare, vilket i sin tur leder till en ökning av BNP per capita.
I en situation med stabil eller minskande befolkning är det mer fördelaktigt att fokusera på att öka arbetskraftens produktivitet än på kortsiktiga åtgärder för att förstora arbetskraftens storlek. Ekonomisk teori förutspår att den huvudsakliga tillväxten på lång sikt kommer att bero på intensiv tillväxt, det vill säga utveckling och spridning av ny teknik samt förbättrade arbetsmetoder, tillsammans med ökade investeringar i kapital och utbildning för att integrera dessa i arbetskraften.
Att öka arbetskraftens produktivitet genom intensiv tillväxt kan bara lyckas om arbetstagare som blir arbetslösa genom införandet av ny teknik kan omskolas så att de kan hålla sina färdigheter aktuella och inte hamna på efterkälken. Annars blir resultatet teknologisk arbetslöshet. Finansiering för omskolning av arbetare skulle kunna komma från en robotskatt, även om idén är kontroversiell.

## Långsiktiga framtida trender
En långsiktig befolkningsminskning orsakas vanligtvis av en fertilitet som inte är i nivå med ersättningsnivån, i kombination med en nettoinvandringstakt som inte kompenserar för överskottet av dödsfall jämfört med födslar. En långsiktig nedgång åtföljs av en åldrande befolkning och skapar en ökning av förhållandet mellan pensionärer och arbetstagare samt barn. När en fertilitetsgrad som ligger under ersättningsgraden förblir konstant, accelererar befolkningsminskningen på lång sikt.
På grund av den globala nedgången i fertilitetsgraden visar prognoser för den framtida globala befolkningen en markant avmattning av befolkningstillväxten och möjligheten till långsiktig minskning.
Tabellen nedan ger en översikt över FN:s prognoser för framtida befolkningstillväxt. Sådana långsiktiga prognoser är dock oundvikligen förenade med stor osäkerhet. FN delar in världen i sex regioner och enligt deras prognoser väntas Europas befolkning minska under perioden 2045–2050, medan alla andra regioner förväntas få en avmattning i tillväxten. I slutet av 2000-talet, under perioden 2095–2100, förutspås tre av dessa regioner att uppleva befolkningsminskning, samtidigt som den globala befolkningen antas nå sin topp och därefter börja minska.
| Område                    | 2022–27 | 2045–50 | 2095–2100 |
| ------------------------- | ------- | ------- | --------- |
| Afrika                    | 2.3     | 1.6     | 0,4       |
| Asien                     | 0,6     | 0,2     | −0,5      |
| Europa                    | −0,1    | −0,3    | −0,3      |
| Latinamerika och Karibien | 0,6     | 0,1     | −0,6      |
| Nordamerika               | 0,6     | 0,3     | 0,2       |
| Oceanien                  | 1.1     | 0,7     | 0,3       |
| Världen                   | 0,9     | 0,5     | - 0,1     |

Obs: FN:s metoder för att generera dessa siffror förklaras i denna referens.
Tabellen visar FN:s prognoser om långsiktig nedgång i befolkningstillväxten i varje region. Kortsiktiga babybooms och förbättringar i sjukvården kan dock, bland andra faktorer, orsaka trendvändningar. Befolkningsminskningarna i Ryssland (1994–2008), Tyskland (1974–1984) och Irland (1850–1961) har sett långsiktiga vändningar. Storbritannien, som hade nästan noll tillväxt under perioden 1975–1985, växer nu (2015–2020) med 0,6 % per år.
Vissa forskare tror att det finns en form av "kulturellt urval" som kommer att påverka framtida demografi avsevärt på grund av betydande skillnader i fertilitetsnivåer mellan kulturer, såsom inom vissa religiösa grupper, vilka inte kan förklaras av faktorer som inkomst. I boken Skall de religiösa ärva jorden? Eric Kaufmann menar att demografiska trender pekar på att religiösa fundamentalisters andel av befolkningen kommer att öka kraftigt under det kommande århundradet. Ur evolutionärpsykologins perspektiv förväntas det att selektionstryck bör förekomma för de psykologiska eller kulturella egenskaper som maximerar fertiliteten.